# Джерса I
Джерса I (рум. Gersa I) — село у повіті Бистриця-Несеуд в Румунії. Входить до складу комуни Ребрішоара.
Село розташоване на відстані 346 км на північ від Бухареста, 22 км на північ від Бистриці, 90 км на північний схід від Клуж-Напоки.

## Населення
За даними перепису населення 2002 року у селі проживали 822 особи, усі — румуни. Усі жителі села рідною мовою назвали румунську.